# Taizo (Mondkrater)

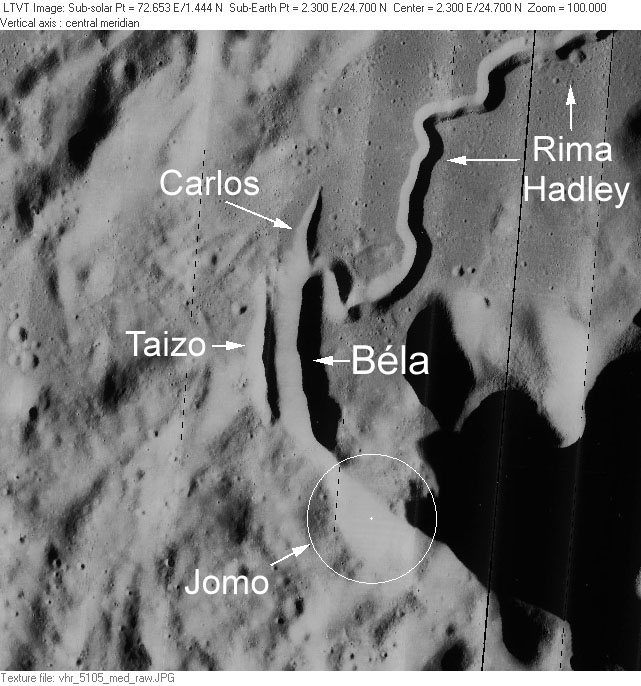
Mondkrater Taizo.

Taizo ist eine kleine Furchenstruktur auf der Mondvorderseite am südlichen Ende der Rima Hadley. Obwohl nicht kraterförmig, wird er in der Nomenklatur des Mondes als Krater geführt, ebenso wie die in der Nähe gelegenen Strukturen Béla und Carlos.
Die namentliche Bezeichnung geht auf eine ursprünglich inoffizielle Bezeichnung auf Blatt 41B4/S3 der Topophotomap-Kartenserie der NASA zurück, die von der IAU 1979 übernommen wurde.